# Zvenica
Zvenica (nemško Bichlhof) je naselje v Občini Štefan na Zilji v okraju Šmohor na Koroškem v Avstriji.